# Ленци, Аурелио
Аурелио Ленци (итал. Aurelio Lenzi; 19 июня 1891, Пистоя, Тоскана — 23 декабря 1967) — итальянский легкоатлет, выступавший в метании диска и толкании ядра. Участник летних Олимпийских игр 1912, 1920 и 1924 годов.

## Биография
Аурелио Ленци родился 19 июня 1891 года в итальянском городе Пистоя.
Выступал в легкоатлетических соревнованиях за Пистою. Пять раз становился чемпионом Италии: трижды в метании диска (1913, 1919, 1921), дважды в толкании ядра (1919, 1921).
В 1912 году вошёл в состав сборной Италии на летних Олимпийских играх в Стокгольме. В толкании ядра занял 12-е место в квалификации, показав результат 11,57 метра и уступив 2,36 метра попавшему в финал с 3-го места Ларри Уитни из США. В метании диска занял 18-е место в квалификации с результатом 38,19 метра, уступив 4,09 метра попавшему в финал с 3-го места Джиму Данкану из США.
В 1912 году вошёл в состав сборной Италии на летних Олимпийских играх в Антверпене. В толкании ядра занял 13-е место в квалификации с результатом 12,325, уступив 1,28 метра попавшему в финал с 6-го места Харальду Таммеру из Эстонии. В метании диска занял 9-е место в квалификации, показав результат 37,750 и уступив 1,66 метра попавшему в финал с 6-го места Аллану Эрикссону из Швеции.
В 1924 году вошёл в состав сборной Италии на летних Олимпийских играх в Париже. Был заявлен в толкании ядра и метании диска, но не вышел на старт.
Умер 23 декабря 1967 года.

## Личные рекорды
- Метание диска — 43,65 (1913)[1]
- Толкание ядра — 13,51 (1913)[1]